# Tour de Gourze
La tour de Gourze est le vestige d'une tour de guet médiévale située sur le mont de Gourze au nord de Riex dans le canton de Vaud. De forme cubique, elle fait environ 9 mètres de haut et domine le bassin lémanique.

## Histoire
Plusieurs dates ont été formulées par les historiens quant à son origine : tantôt au IXe siècle par la reine Berthe pour protéger Lavaux des invasions sarrasines ou plus tard, à la fin du XIe siècle par les évêques de Lausanne. Elle a été mentionnée pour la première fois dans un document en 1279 sous le nom de Castrum Gurzi. 
Elle fut incendiée au début du XIVe siècle après des conflits entre l'évêché de Lausanne et des bourgeois. La tour fut rénovée dès 1397 sur les ordres de l'évêque de Lausanne, Guillaume de Menthonay. Celui-ci confia la gestion de l'ouvrage et des alentours à Jean de Canturio de Milan. Sa famille posséda la tour jusqu'en 1530, date à laquelle elle fut vendue à la paroisse de Villette. Cette possession fut de courte durée : en effet, dès 1536, les Bernois s'emparent du pays de Vaud. L'état de la tour se dégrada progressivement jusqu'en 1878 où des restaurations furent entreprises. 
En 1910, la tour passa en main de l'État de Vaud qui assure désormais son entretien. Elle a été déclarée monument historique fédéral par la Confédération le 6 août 1913.
On peut désormais la visiter et accéder à son sommet grâce à des escaliers. La tour offre un panorama renommé sur le Chablais, le bassin lémanique, le Jorat et les préalpes. Sur le coin ouest de la tour, un signal de triangulation géodésique a été érigé et indique l'altitude de 936,25 mètres.

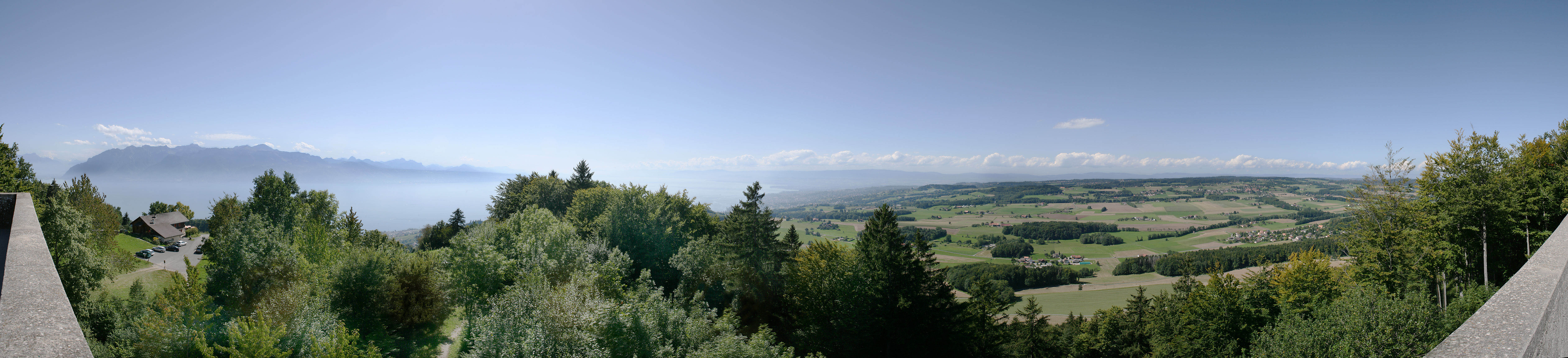
Vuepuis de la tour de Gourze

|                                                                                |  |  |
| Tour de Gourze, photographies Albert Naef, 1909 (Archives cantonales vaudoises |  |  |

## Sources

### Ouvrages
- Pierre Margot, « Tour de Gourze » dans le Dictionnaire historique de la Suisse en ligne.